# PGN
PGN (Portable Game Notation) je formát souboru, ve kterém jsou zaznamenávány šachové partie. Drtivá většina šachových programů pracuje s tímto formátem a je považován za standard. Soubory v tomto formátu jsou obvykle ukládány s příponou pgn. Jedná se o textový formát, který je po zobrazení v prohlížeči textových souborů dobře čitelný i člověkem. V jednom souboru může být uložen libovolný počet partií. Každá partie začíná hlavičkou, kde jsou jednotlivé údaje o partii uloženy v hranatých závorkách a každý na novém řádku. Ukládat se mohou například jména obou hráčů, elo, místo a čas sehrané partie a podobně. Po hlavičce následuje zápis partie ve zkrácené notaci, jednopísmenné zkratky jednotlivých figur vycházejí z angličtiny. Je možné vložit i podvariantu nebo komentář. Každou partii ukončuje uvedení jejího výsledku. Existuje rozšíření tohoto formátu jenž se nazývá BPGN (Bughouse Portable Game Notation) jenž se používá pro zapisování her Bughouse šachu.

## Výhody a nevýhody
Předností PGN je jeho jednoduchost a snadná čitelnost pro programy i člověka, programátory i uživatele. Pro práci s PGN není zapotřebí žádný speciální software, v nouzi lze použít i libovolný textový editor. Rovněž napsat parser tohoto formátu nedá programátorovi moc práce. Další velkou výhodou PGN je jeho rozšířenost, drtivá většina šachového software umí pracovat s partiemi v PGN. Formát má ovšem i své nevýhody. Textový formát sice umožňuje čitelnost, ale u velkých databází prakticky vylučuje efektivní zpracování a podstatně zvyšuje paměťové nároky. Práce s obrovskými databázemi partií přitom má dobrý smysl, šachisty běžně například zajímá četnost tahů v nějaké variantě v rámci všech dostupných partií. Menší nevýhodou PGN je i to, že formát nijak neřeší kódování řetězců.

## Příklad
```
[Event "F/S Odvetný zápas"]
[Site "
Bělehrad
, 
Srbsko
 
Jugoslávie
"]
[Date "1992.11.04"]
[Round "29"]
[White "
Fischer, Robert J.
"]
[Black "
Spasskij, Boris V.
"]
[Result "1/2-1/2"]

 

1. e4 e5 2. Nf3 Nc6 3. Bb5 {
Španělská hra
} 3... a6
4. Ba4 Nf6 5. O-O Be7 6. Re1 b5 7. Bb3 d6 8. c3 O-O 9. h3 Nb8  10. d4 Nbd7
11. c4 c6 12. cxb5 axb5 13. Nc3 Bb7 14. Bg5 b4 15. Nb1 h6 16. Bh4 c5 17. dxe5
Nxe4 18. Bxe7 Qxe7 19. exd6 Qf6 20. Nbd2 Nxd6 21. Nc4 Nxc4 22. Bxc4 Nb6
23. Ne5 Rae8 24. Bxf7+ Rxf7 25. Nxf7 Rxe1+ 26. Qxe1 Kxf7 27. Qe3 Qg5 28. Qxg5
hxg5 29. b3 Ke6 30. a3 Kd6 31. axb4 cxb4 32. Ra5 Nd5 33. f3 Bc8 34. Kf2 Bf5
35. Ra7 g6 36. Ra6+ Kc5 37. Ke1 Nf4 38. g3 Nxh3 39. Kd2 Kb5 40. Rd6 Kc5 41. Ra6
Nf2 42. g4 Bd3 43. Re6 1/2-1/2
```